# Gazawa
Gazawa es una comuna camerunesa perteneciente al departamento de Diamaré de la región del Extremo Norte.
En 2005 tenía 27 395 habitantes, de los que 11 006 vivían en la capital comunal homónima.
Se ubica sobre la carretera P2, unos 20 km al oeste de Maroua.

## Localidades
Comprende, además de la ciudad de Gazawa, las siguientes localidades:
- Barza Foulbé
- Barzao
- Dasdeo
- Dingoula
- Domayo
- Dourbeling
- Edelwo
- Hodango Moufou
- Ibbao Foulbé
- Ilel Guiziga
- Koumiwol
- Makoumba
- Massakal
- Mayel
- Mazawar
- Mbankara
- Minawa
- Minguiliao
- Miziling
- Moussirak
- Narewa Guiziga
- Ngaroua
- Palakondel
- Papalam
- Papalamwo
- Peré Peré Foulbé
- Pourtamai
- Wawala Guiziga
- Wouro
- Yola
- Zoumba